# Tony McDaniel
Anthony Dewayne „Tony“ McDaniel (* 20. Januar 1985 in Hartsville, South Carolina) ist ein ehemaliger US-amerikanischer American-Football-Spieler auf der Position des Defensive Tackles. Mit den Seattle Seahawks konnte er den Super Bowl XLVIII gewinnen. McDaniel stand auch bei den Jacksonville Jaguars, den Miami Dolphins, New Orleans Saints, den Tampa Bay Buccaneers und den San Francisco 49ers in der National Football League (NFL) unter Vertrag.

## College
McDaniel, besuchte die University of Tennessee und spielte für deren Mannschaft, die Volunteers, von 2003 bis 2005 College Football. Nach einer Tätlichkeit, er brach einem Kommilitonen mehrere Knochen, wurde er von seiner Universität relegiert, worauf er am NFL Draft 2006 teilnahm.

## NFL

### Jacksonville Jaguars
Er fand beim Draft keine Berücksichtigung, wurde aber später von den Jacksonville Jaguars als Free Agent verpflichtet.
Durch seine guten Leistungen in der Vorbereitung schaffte er es ins Team und kam in seiner Rookiesaison in 11 Spielen zum Einsatz, wobei er sowohl als Defensive Tackle als auch in den Special Teams aufgeboten wurde. Die letzten fünf Partien verpasste er wegen einer Hüftverletzung.
Auch die nächsten Jahre blieb ihm das Verletzungspech treu. Nach nur vier Spielen war für ihn die Spielzeit 2007 aufgrund eines gebrochenen Handgelenks schon wieder zu Ende. 2008 lief er erstmals als Starter auf; dieses Jahr setzte ihn eine Zehenverletzung für drei Spiele außer Gefecht.

### Miami Dolphins
2009 wechselte er im Tausch gegen einen Siebtrundenpick im Draft 2009 zu den Miami Dolphins. Für sein neues Team bestritt er in vier Saisonen 54 Spiele, kam aber nur zweimal als Starter zum Einsatz. 2010 wurde McDaniel wegen häuslicher Gewalt angeklagt, schließlich wegen ungebührlichen Verhaltens verurteilt und in der Folge von der NFL für ein Spiel suspendiert.

### Seattle Seahawks
Danach verbrachte er zwei Jahre bei den Seattle Seahawks und zweimal konnte er mit seinem Team den Super Bowl erreichen. Der Super Bowl XLVIII wurde gegen die Denver Broncos gewonnen, der Super Bowl XLIX, an dem McDaniel sogar als Starter teilnahm, ging gegen die New England Patriots verloren. Als die Seahawks durch neue Verträge für Russell Wilson und Bobby Wagner Schwierigkeiten mit der Salary Cap bekamen, wurde er entlassen.

### Tampa Bay Buccaneers
Daraufhin unterschrieb er bei den Tampa Bay Buccaneers einen Einjahresvertrag in der Höhe von 2,5 Millionen US-Dollar. In 14 Spielen konnte er 25 Tackles setzen und einen Sack erzielen.

### Rückkehr zu den Seattle Seahawks
2016 kehrte er zu den Seahawks zurück und lief in allen 16 Partien auf.

### New Orleans Saints
Im Juni 2017 wurde er von den New Orleans Saints verpflichtet, nachdem bei Nick Fairley Herzprobleme auftraten, die dessen sportliche Zukunft ungewiss erscheinen ließen.
Vor Beginn der Regular Season wurde er allerdings wieder entlassen.

### San Francisco 49ers
Mitte Oktober nahmen McDaniel die San Francisco 49ers unter Vertrag, entließen ihn aber nach vier Partien wieder.

### Rückkehr zu den New Orleans Saints
Nach mehreren verletzungsbedingten Ausfällen in der Defensive Line verpflichteten ihn die New Orleans Saints Ende Dezember ein zweites Mal.
Im Februar 2018 wurde McDaniel wieder entlassen.